# Elecciones generales de España de 1986
El domingo 22 de junio de 1986 se celebraron elecciones generales en España. Los comicios fueron anticipados cinco meses, ya que la fecha en que debían haberse celebrado era el jueves 27 de noviembre. El presidente del Gobierno, Felipe González, firmó el 28 de abril el decreto de adelanto electoral, aprovechando el éxito político del Gobierno obtenido en el Referéndum sobre la permanencia de España en la OTAN, celebrado el 12 de marzo, apenas unas semanas antes.
En estos comicios, el PSOE logró revalidar la mayoría absoluta obtenida en 1982 aunque con 18 escaños menos y la pérdida de más de un millón de votos. La Coalición Popular de Manuel Fraga se consolidaba como la segunda fuerza política tras la definitiva desaparición de UCD en 1983, pero en estos comicios sus resultados fueron decepcionantes ya que el partido se vio prácticamente estancado en las cifras de las elecciones de 1982, sin lograr ningún avance. La sorpresa la supuso el fracaso de la llamada "Operación Roca", el proyecto político liderado por el político catalanista Miquel Roca para forjar la creación de un gran partido que ocupara el espacio político del centro. La formación creada para estos fines, el Partido Reformista Democrático (PRD), se estrelló en los comicios sin conseguir entrar en el parlamento.
Respecto a 1982 el PSOE pierde las provincias de Zamora y Guadalajara, así como la ciudad autónoma de Melilla que pasan a Coalición Popular. Esta formación política a su vez pierde la de Ávila, donde el CDS de Adolfo Suárez obtiene el respaldo mayoritario. La coalición Convergencia y Unión (CiU) gana la provincia de Lérida al PSOE.

## Contexto histórico

### Antecedentes
Tras las elecciones de 1982, el nuevo gabinete socialista de Felipe González se propuso llevar a cabo un proyecto de gobierno que "modernizase" España, especialmente de cara a la realidad que existía en el resto de países europeos. El programa del PSOE incluía un ambicioso paquete de reformas políticas y económicas, aunque ya muy alejado del anterior proyecto «transformación socialista». Sin embargo la situación económica y política que le legó el gobierno de Calvo Sotelo era muy complicada. Seguía el estancamiento económico, con un desempleo que superaba el 16 %, una inflación que no bajaba del 15 % y un déficit presupuestario desbocado. El terrorismo de ETA continuaba y la amenaza del golpismo militar no había desaparecido.
Los socialistas también se propusieron la integración plena de España en Europa; tras largas negociaciones con la Comunidad Económica Europea (CEE), el 12 de junio de 1985 se firmó el tratado de adhesión a la CEE. Finalmente, el 1 de enero de 1986 se produjo el ingreso efectivo de España junto con Portugal en la CEE.
Tras la entrada de España en la CEE llegó el momento de convocar el prometido referéndum sobre la permanencia de España en la OTAN. Sin embargo, en contra de lo esperado, Felipe González y su gobierno anunciaron que iban a defender que España siguiera en la OTAN. Ante el «viraje» del PSOE, la bandera del rechazo a la OTAN fue recogida por el Partido Comunista de España —ahora dirigido por el asturiano Gerardo Iglesias que había sustituido a Santiago Carrillo—, partido en torno al cual se formó una amplia coalición de organizaciones y de partidos de izquierda, de la que posteriormente surgiría la coalición electoral "Izquierda Unida" (IU). Por su parte, la proatlantista Alianza Popular optó paradójicamente por la abstención, dejando solo al gobierno. Para el historiador David Ruiz esta decisión de Alianza Popular fue un grave error, a la postre que constituyó una "penosa estrategia que desacreditará la carrera política de su fundador, Manuel Fraga, como aspirante al gobierno del Estado". En contra de lo esperado, Felipe González —que anunció que dimitiría si ganaba el "NO", lo que parece que influyó en muchos votantes— consiguió finalmente darle la vuelta a las encuestas y el "SÍ" acabó imponiéndose en el referéndum que se celebró el 12 de marzo de 1986, aunque por un estrecho margen.

### Campaña electoral

#### El "Gol de Butragueño"
El 19 de junio, tres días antes de las elecciones, la segunda edición del Telediario de Televisión Española, en su cobertura del Mundial de fútbol que se disputaba entonces en México, emitió un resumen del partido España-Dinamarca, en el que en la repetición del primer gol de la selección española, marcado por Emilio Butragueño, se sobreimprimió la palabra "PSOE" en lugar del nombre del futbolista. La presentadora del Telediario, Rosa María Mateo, pidió disculpas inmediatamente, y el director de los informativos de TVE, Enric Sopena, inició una investigación para aclarar el incidente, que calificó de "error lamentable". Algunos medios consideraron este incidente como manipulación informativa.

#### La "Operación Roca"
El Partido Reformista Democrático (PRD) nació como una operación política emprendida por políticos de CiU y la antigua UCD para crear un gran partido de centro que concurriera a las elecciones generales de 1986, ocupando así el espacio político que había dejado la UCD tras su desaparición. Este proyecto recibió pronto el nombre de "Operación Roca" por el nombre de uno de sus impulsores, el político catalanista Miquel Roca Junyent. Desde el mundo periodístico contó con el apoyo del periódico Diario 16 y de su entonces director, Pedro J. Ramírez. La operación reformista también contó con el apoyo de la banca, y de la patronal, especialmente de la CEOE, cuyo presidente prometió al PRD apoyos económicos para la campaña electoral por valor de 16.000 millones de pesetas.
Una de las premisas del PRD era que podía sustraer votos y escaños a dos de los partidos aliados con AP, el Partido Demócrata Popular (PDP) de Óscar Alzaga y el Partido Liberal. Sin embargo, a pesar de su pretendido carácter centrista y liberal, para muchos potenciales votantes el PRD estaba demasiado identificado con la política catalana y presentaba un perfil político muy confuso. Además de CiU, el PRD estuvo coaligado con diferentes partidos regionalistas y/o nacionalistas, tales como Unió Mallorquina, Coalición Galega o el Partido Riojano Progresista. No obstante, tanto Coalición Galega como Convergencia i Unió concurrieron a las elecciones por separado y con sus propias siglas, aunque asociados al PRD.

### Día de las elecciones
El PSOE, que se presentó a los comicios con el lema Para seguir avanzando, logró obtener una nueva victoria por mayoría absoluta, aunque en esta ocasión no se tratase de una victoria tan contundente como la de 1982. Aunque los socialistas perdieron más de un millón de votos con respecto a las últimas elecciones, lograron obtener 184 escaños en el Congreso de los Diputados. El resultado del referéndum de la OTAN, considerado por David Ruiz como «la más dura prueba» del primer mandato de Felipe González, reforzó considerablemente su liderazgo tanto en el PSOE como en el conjunto del país. El PSOE también logró una importante movilización de sus feudos electorales en Andalucía, logrando obtener en esa región la mayoría absoluta.
En segundo lugar y como referente de la derecha política quedó la "Coalición Popular" de Manuel Fraga, que obtuvo 5.247.677 votos y 105 escaños. Fraga no logró mejorar los resultados obtenidos por la coalición de 1982 (al contrario, perdió más de 300.000 votos y 2 escaños), ni tampoco fue capaz de ofrecer una oposición efectiva al PSOE, lo que causó una profunda crisis en Alianza Popular y sus partidos aliados.

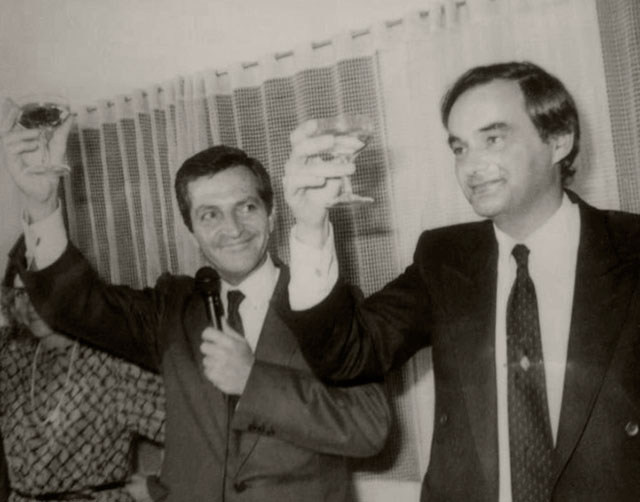
Adolfo Suárez y un diputado del CDS celebrando el éxito del partido en las elecciones.

El Centro Democrático y Social (CDS) de Adolfo Suárez logró mejorar sus resultados sustancialmente, recogiendo en parte los votos que no fueron a parar a la ya extinta UCD; en estos comicios el CDS obtuvo 1,8 millones de votos, 19 escaños (respecto a los dos escaños de 1982) y 3 senadores, convirtiéndose así en la tercera fuerza política del país. Sin embargo, no logró romper la enorme distancia que el CDS seguía teniendo con respecto a los dos grandes partidos, manteniéndose una situación de bipartidismo "imperfecto".
Si bien el CDS logró hacerse con el espacio político del centro, no fue este el caso del Partido Reformista Democrático, que con 194.538 votos (un 0,96% del total) no logró obtener ni un solo escaño. A pesar de todos los pronósticos anteriores a los comicios, los resultados supusieron un fracaso absoluto para el PRD. También supuso un fracaso para CiU, que aunque mejoró considerablemente sus resultados en Cataluña (llegó a obtener un 30% del voto en la provincia de Barcelona y 41% en la provincia de Gerona), vio así frustrada su operación política en el resto de España. Coalición Galega también logró obtener un escaño. Ante los malos resultados obtenidos, el PRD quedó prácticamente disuelto la misma noche de los comicios; por su parte, Convergencia i Unió se desentendió de la situación (Roca incluso se negó a comparecer en público por los resultados) y rompió con el proyecto reformista.
La coalición de izquierdas liderada por el Partido Comunista, Izquierda Unida (IU), logró mejorar ligeramente los resultados del PCE en 1982, al obtener 935.504 votos (4,63%) y pasar de cuatro a siete escaños. El antiguo líder comunista, Santiago Carillo, que había sido expulsado del PCE, fundó su propio partido con el que concurrir a las elecciones a través de la candidatura Mesa para la Unidad de los Comunistas, si bien no logró entrar en el Congreso de los Diputados a pesar de los 229.695 votos (1,14%) que obtuvo.

## Resultados

### Congreso de los Diputados
| ← Elecciones generales de España, 22 de junio de 1986 → |                                               |                             |            |       |         |            |  |  |  |  |
| Lista electoral                                         | Lista electoral                               | Cabeza de lista             | Votos      | %     | Escaños | +/-        |  |  |  |  |
|                                                         | Partido Socialista Obrero Español (PSOE)      | Felipe González             | 8.901.718  | 44,06 | 184a    | -18        |  |  |  |  |
|                                                         | Coalición Popular (AP-PDP-PL)                 | Manuel Fraga                | 5.247.677  | 25,97 | 105b    | -2c (+2 g) |  |  |  |  |
|                                                         | Centro Democrático y Social (CDS)             | Adolfo Suárez               | 1.861.912  | 9,22  | 19      | +17        |  |  |  |  |
|                                                         | Convergència i Unió (CiU)                     | Miquel Roca                 | 1.014.258  | 5,02  | 18d     | +6         |  |  |  |  |
|                                                         | Izquierda Unida (IU)                          | Gerardo Iglesias            | 935.504    | 4,63  | 7e      | +3f        |  |  |  |  |
|                                                         | Partido Nacionalista Vasco (EAJ-PNV)          | Iñaki Anasagasti            | 309.610    | 1,53  | 6       | -2         |  |  |  |  |
|                                                         | Herri Batasuna (HB)                           | Jon Idigoras                | 231.722    | 1,15  | 5       | +3         |  |  |  |  |
|                                                         | Mesa para la Unidad de los Comunistas (MUC)   | Santiago Carrillo           | 229.695    | 1,14  | 0       | —          |  |  |  |  |
|                                                         | Partido Reformista Democrático (PRD)          | Florentino Pérez            | 194.538    | 0,96  | 0       | =          |  |  |  |  |
|                                                         | Euskadiko Ezkerra (EE)                        | Juan María Bandrés          | 107.053    | 0,53  | 2       | +1         |  |  |  |  |
|                                                         | Partido Andalucista (PA)                      |                             | 94.008     | 0,47  | 0       | =          |  |  |  |  |
|                                                         | Esquerra Republicana de Catalunya (ERC)       | Francesc Vicens             | 84.628     | 0,42  | 0       | -1         |  |  |  |  |
|                                                         | Coalición Galega (CG)                         | Senén Bernárdez             | 79.972     | 0,4   | 1       | +1         |  |  |  |  |
|                                                         | Partido Socialista de los Trabajadores (PST)  |                             | 77.914     | 0,39  | 0       | =          |  |  |  |  |
|                                                         | Partido Aragonés Regionalista (PAR)           | Hipólito Gómez de las Roces | 73.004     | 0,36  | 1       | +1 (-1 g)  |  |  |  |  |
|                                                         | Agrupaciones Independientes de Canarias (AIC) | Manuel Hermoso              | 65.664     | 0,33  | 1h      | +1         |  |  |  |  |
|                                                         | Unió Valenciana (UV)                          | Miguel Ramón Izquierdo      | 64.403     | 0,32  | 1       | +1 (-1 g)  |  |  |  |  |
|                                                         | Partit dels Comunistes de Catalunya (PCC)     | Juan Ramos Camarero         | 57.107     | 0,28  | 0       | =          |  |  |  |  |
|                                                         | Unión de Centro Democrático (UCD)             |                             | N/A        | N/A   | 0       | -11        |  |  |  |  |
|                                                         | Otros partidos                                | —                           | 451.346    | 2,53  | 0       | —          |  |  |  |  |
|                                                         |                                               |                             |            |       |         |            |  |  |  |  |
| Votos nulos                                             | Votos nulos                                   | Votos nulos                 | 321.939    | 1,57  | —       | —          |  |  |  |  |
| Votos en blanco                                         | Votos en blanco                               | Votos en blanco             | 121.186    | 0,60  | —       | —          |  |  |  |  |
| Resultados globales                                     | Resultados globales                           | Resultados globales         | 20.524.858 | 100%  | 350     | —          |  |  |  |  |

a De ellos, 21 del PSC-PSOE.

b De ellos 69 de AP, 21 del PDP, 12 del PL, 2 de UPN y 1 de CdG.

c Respecto a la candidatura AP-PDP en 1982.

d De ellos 13 de CDC y 5 de UDC.

e De ellos, 4 del PCE, 1 del PCPE, 1 de la FP y 1 del PSUC.

f Respecto al PCE en 1982.

g Respecto a los obtenidos por cada partido en la coalición de 1982.

h De la Agrupación Tinerfeña de Independientes (ATI).

#### Reparto por circunscripciones

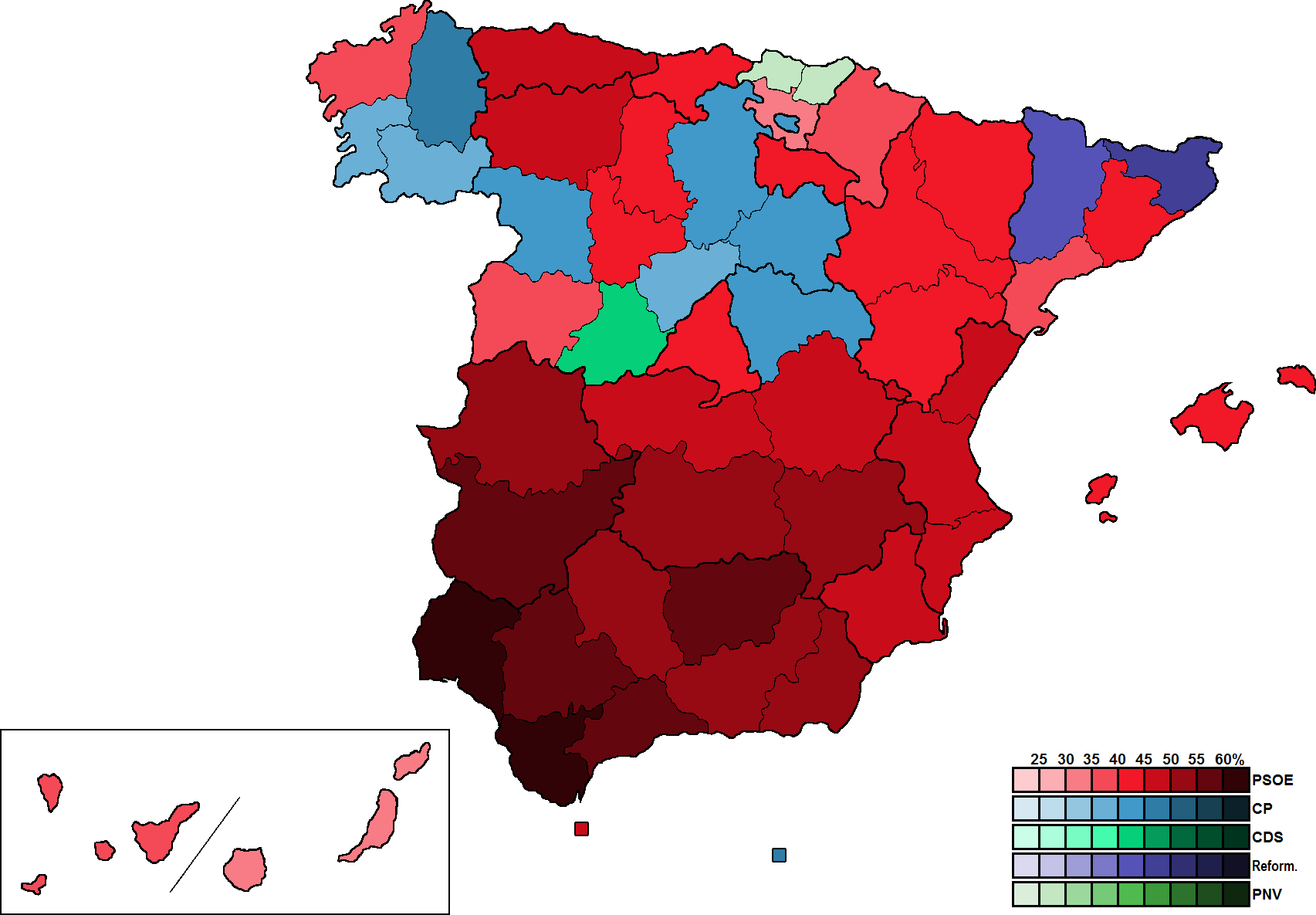
Resultados por circunscripciones electorales.

| Circunscripción                                                            | Partido       | Votos     | %      | Escaños | Diputados | + / - |
| -------------------------------------------------------------------------- | ------------- | --------- | ------ | ------- | --- | ----- |
| Álava 4 diputados                                                          | PSE-PSOE      | 45.259    | 33,14% | 2       | Luis Alberto Aguiriano Forniés y Francisco Javier Rojo García | =     |
| Álava 4 diputados                                                          | EAJ-PNV       | 26.030    | 19,06% | 1       | Emilio Olabarría Muñoz | =     |
| Álava 4 diputados                                                          | AP-PDP-PL     | 21.600    | 15,82% | 1       | Ramón Rabanera Rivacoba | =     |
| Albacete 4 diputados                                                       | PSOE          | 97.838    | 51,05% | 3       | Juan de Dios Izquierdo Collado, Virginio Sánchez Barberán y Francisco Segovia Solana | =     |
| Albacete 4 diputados                                                       | AP-PDP-PL     | 61.093    | 31,88% | 1       | Miguel Ramírez González | =     |
| Alicante 10 diputados (1 más que en las elecciones de 1982)                | PSOE          | 314.733   | 49,33% | 6       | José Vicente Beviá Pastor, Ángel Luna González, Luis Berenguer Fuster, Asunción Cruañes Molina, Manuel Rodríguez Maciá y Jorge Crémades Sena | =     |
| Alicante 10 diputados (1 más que en las elecciones de 1982)                | AP-PDP-PL     | 188.399   | 29,53% | 3       | Juan Rovira Tarazona, Juan Antonio Montesinos García y José Cholbi Diego | =     |
| Alicante 10 diputados (1 más que en las elecciones de 1982)                | CDS           | 61.446    | 9,63%  | 1       | Rafael Martínez-Campillo García | +1    |
| Almería 5 diputados                                                        | PSOE          | 111.617   | 53,13% | 4       | José Antonio Amate Rodríguez, José María Batlles Paniagua, Francisco Contreras Pérez y Joaquín Pérez Siquier | =     |
| Almería 5 diputados                                                        | AP-PDP-PL     | 54.433    | 25,91% | 1       | Juan José Pérez Dobón | =     |
| Asturias 9 diputados (1 menos que en las elecciones de 1982)               | PSOE          | 278.946   | 45,99% | 5       | Luis Martínez Noval, Marcelo Palacios Alonso, Álvaro Cuesta Martínez, Francisco González Zapico y José Manuel González García | -1    |
| Asturias 9 diputados (1 menos que en las elecciones de 1982)               | AP-PDP-PL     | 165.071   | 27,22% | 2       | Francisco Álvarez-Cascos Fernández y Juan Luis de la Vallina Velarde | -1    |
| Asturias 9 diputados (1 menos que en las elecciones de 1982)               | CDS           | 79.788    | 13,16% | 1       | Alejandro Rebollo Álvarez-Amandi | +1    |
| Asturias 9 diputados (1 menos que en las elecciones de 1982)               | IU            | 55.881    | 9,21%  | 1       | Manuel García Fonseca | =     |
| Ávila 3 diputados                                                          | CDS           | 45.283    | 41,3%  | 1       | Agustín Rodríguez Sahagún | =     |
| Ávila 3 diputados                                                          | AP-PDP-PL     | 32.295    | 29,46% | 1       | José María Aznar López | =     |
| Ávila 3 diputados                                                          | PSOE          | 26.927    | 24,56% | 1       | Jerónimo Nieto González | =     |
| Badajoz 6 diputados (1 menos que en las elecciones de 1982)                | PSOE          | 209.621   | 57,25% | 4       | Francisco Miguel Fernández Marugán, Francisco Fuentes Gallardo, Enrique Ballestero Pareja y José Correas Parralejo | -1    |
| Badajoz 6 diputados (1 menos que en las elecciones de 1982)                | AP-PDP-PL     | 95.566    | 26,1%  | 2       | Luis Jacinto Ramallo García y Antonio Uribarri Murillo | =     |
| Baleares 6 diputados                                                       | PSOE          | 137.363   | 40,28% | 3       | Félix Pons Irazazábal, Juan Ramallo Massanet y Enric Ribas Marí | =     |
| Baleares 6 diputados                                                       | AP-PDP-PL     | 117.007   | 34,31% | 3       | José Cañellas Fons, Juan Casals Thomas y Enrique Ramón Fajarnés | =     |
| Barcelona 33 diputados                                                     | PSC-PSOE      | 1.034.135 | 43,21% | 16      | Narcís Serra i Serra, Ernest Lluch Martín, Joan Majó Cruzate, Eduardo Martín Toval, Salvador Clotas Cierco, Josep María Triginer Fernández, Joan Marcet Morera, José Borrell Fontelles, Anna Balletbò i Puig, Juli Busquets Bragulat, Francisco Neira León, Carlos Navarro Gómez, Pedro Jover Presa, Mercedes Aroz Ibáñez, Jordi Marsal Muntalà y Ramón Vancell Trullas                              | -2    |
| Barcelona 33 diputados                                                     | CiU           | 728.372   | 29,85% | 11      | Miquel Roca i Junyent, Macià Alavedra i Moner, Francesc Sanuy i Gistau, Llibert Cuatrecases i Membrado, Carles Alfred Galisoba i Bohm, Josep María Trías de Bes i Serra, Rafael Hinojosa i Lucena, Jordi Casas i Bedós, Eugenia Cuenca i Valero, Lluís Miquel Recoder i Miralles y Antoni Casanovas i Brugal                                                                                         | +3    |
| Barcelona 33 diputados                                                     | AP-PDP-PL     | 261.166   | 10,7%  | 4       | Miguel Ángel Planas Segurado, Pedro Costa Sanjurjo, Magín Pont Mestre y José Nicolás de Salas Moreno | -1    |
| Barcelona 33 diputados                                                     | CDS           | 106.434   | 4,36%  | 1       | Antoni Fernández Teixidó | +1    |
| Barcelona 33 diputados                                                     | UEC           | 101.654   | 4,19%  | 1       | Ramon Espasa i Oliver | =     |
| Barcelona 33 diputados                                                     | ERC           | 62.390    | 2,56%  | ---     | --- | -1    |
| Burgos 4 diputados                                                         | AP-PDP        | 79.153    | 39,51% | 2       | César Huidobro Díez y Juan Carlos Aparicio Pérez | =     |
| Burgos 4 diputados                                                         | PSOE          | 74.484    | 37,18% | 2       | Federico Sanz Díaz y Luis Escribano Reinosa | =     |
| Cáceres 5 diputados                                                        | PSOE          | 127.040   | 53,75% | 3       | Mario Trinidad Sánchez, Victorino Mayoral Cortés y Victoriano Roncero Rodríguez | -1    |
| Cáceres 5 diputados                                                        | AP-PDP-PL     | 65.470    | 27,7%  | 2       | Felipe Camisón Asensio y José Manuel Botella Crespo | +1    |
| Cádiz 9 diputados (1 más que en las elecciones de 1982)                    | PSOE          | 286.104   | 60,72% | 7       | Manuel Chaves González, Ramón Arturo Vargas-Machuca Ortega, Eduardo García Espinosa, Ramón Santos Jurado, Sergio Moreno Monrové, María del Carmen Pinedo Sánchez y Jesús Ruiz Fernández | +1    |
| Cádiz 9 diputados (1 más que en las elecciones de 1982)                    | AP-PDP-PL     | 93.284    | 19,8%  | 2       | Rodrigo de Rato Figaredo y Álvaro Molina Fernández-Miranda | =     |
| Cantabria 5 diputados                                                      | PSOE          | 129.041   | 44,33% | 3       | Jaime Blanco García, Luis Sainz Aja y Juan José Mazarrasa Alvear | =     |
| Cantabria 5 diputados                                                      | AP-PDP-PL     | 99.149    | 34,06% | 2       | Alfonso Osorio García y Elena García Botín | =     |
| Castellón 5 diputados                                                      | PSOE          | 119.250   | 46,25% | 3       | Francisco Arnau Navarro, Javier José Tárrega Bernal e Irma Simón Calvo | =     |
| Castellón 5 diputados                                                      | AP-PDP-PL     | 86.032    | 33,36% | 2       | José María Escuín Monfort y Gabriel Elorriaga Fernández | =     |
| Ciudad Real 5 diputados                                                    | PSOE          | 138.568   | 51,58% | 3       | Miguel Ángel Martínez Martínez, Francisco Granados Calero y Francisco José Martínez del Burgo Simarro | =     |
| Ciudad Real 5 diputados                                                    | AP-PDP-PL     | 86.031    | 38,02% | 2       | Juan Ángel del Rey Castellanos y Blas Camacho Zancada | =     |
| Córdoba 7 diputados                                                        | PSOE          | 223.759   | 53,55% | 4       | Guillermo Galeote Jiménez, Luis Planas Puchades, Pedro Moya Milanés y Rafael Vallejo Rodríguez | -1    |
| Córdoba 7 diputados                                                        | AP-PDP-PL     | 90.637    | 21,69% | 2       | Manuel María Renedo Omaechevarría y Diego Jordano Salinas | =     |
| Córdoba 7 diputados                                                        | IU            | 51.007    | 12,21% | 1       | Enrique Federico Curiel Alonso | +1    |
| La Coruña 9 diputados                                                      | PSOE          | 200.522   | 39,15% | 4       | Francisco José Vázquez Vázquez, Jesús Salvador Fernández Moreda, Ángel Manuel Teijeiro Fraga y Jesús Díaz Fornas | =     |
| La Coruña 9 diputados                                                      | AP-PDP-PL-CdG | 184.681   | 36,06% | 4       | José Manuel Romay Beccaría, José Antonio Trillo y López-Mancisidor, José Ignacio Wert Ortega y Manuel Eiris Cabeza | =     |
| La Coruña 9 diputados                                                      | CDS           | 51.763    | 10,11% | 1       | José Manuel Ríoboo Almanzor | +1    |
| La Coruña 9 diputados                                                      | UCD           | N/A       | N/A    | ---     | --- | -1    |
| Cuenca 3 diputados (1 menos que en las elecciones de 1982)                 | PSOE          | 57.361    | 45,3%  | 2       | Virgilio Zapatero Gómez y Justo Tomás Zambrana Pineda | =     |
| Cuenca 3 diputados (1 menos que en las elecciones de 1982)                 | AP-PDP-PL     | 49.339    | 38,97% | 1       | Francisco Javier Rupérez Rubio | -1    |
| Gerona 5 diputados                                                         | CiU           | 119.963   | 45,9%  | 3       | Josep López de Lerma i López, Salvador Carrera i Comes y Pere Vidal i Sardó | +1    |
| Gerona 5 diputados                                                         | PSC-PSOE      | 82.116    | 31,42% | 2       | Lluís María de Puig i Olivé y Juan Manuel del Pozo Álvarez | =     |
| Gerona 5 diputados                                                         | AP-PDP-PL     | 25.892    | 9,91%  | ---     | --- | -1    |
| Granada 7 diputados                                                        | PSOE          | 212.031   | 52,98% | 5       | María Izquierdo Rojo, Ángel Díaz Sol, Francisco Javier Valls García, Diego Hurtado Gallardo y Mariano Gutiérrez Terrón | =     |
| Granada 7 diputados                                                        | AP-PDP-PL     | 105.156   | 26,27% | 2       | Andrés Ollero Tassara y José Gabriel Díaz Berbel | =     |
| Guadalajara 3 diputados                                                    | AP-PDP-PL     | 36.174    | 41,92% | 2       | Luis de Grandes Pascual y José Isidoro Ruiz Ruiz | +1    |
| Guadalajara 3 diputados                                                    | PSOE          | 32.855    | 38,08% | 1       | Leopoldo Torres Boursault | -1    |
| Guipúzcoa 7 diputados                                                      | EAJ-PNV       | 99.515    | 28,66% | 2       | Ignacio María Oliver Albisu y Joseba Azkarraga Rodero | -1    |
| Guipúzcoa 7 diputados                                                      | PSE-PSOE      | 80.336    | 23,14% | 2       | Enrique Múgica Herzog y Ángel García Ronda | =     |
| Guipúzcoa 7 diputados                                                      | HB            | 80.032    | 23,05% | 2       | Iñaki Esnaola Etxeberri e Itziar Aizpurua Egaña | +1    |
| Guipúzcoa 7 diputados                                                      | EE            | 37.237    | 10,72% | 1       | Juan María Bandrés Molet | =     |
| Huelva 5 diputados                                                         | PSOE          | 130.386   | 62,22% | 4       | Carlos Navarrete Merino, Jenaro García-Arreciado Batanero, Jaime Javier Barrero López y Domingo Prieto García | =     |
| Huelva 5 diputados                                                         | AP-PDP-PL     | 44.778    | 21,37% | 1       | Isabel Ugalde Ruiz de Assín | =     |
| Huesca 3 diputados                                                         | PSOE          | 53.764    | 44,52% | 2       | Víctor Morlán Gracia y Diego Díaz Pozas | =     |
| Huesca 3 diputados                                                         | AP-PDP-PL     | 30.289    | 25,08% | 1       | Joaquín Sisó Cruellas | =     |
| Jaén 6 diputados (1 menos que en las elecciones de 1982)                   | PSOE          | 201.494   | 55,09% | 4       | Antonio Ojeda Escobar, José Manuel Pedregosa Garrido, Andrés Pedro Calero Baena y Ramón Garrido Agüera | -1    |
| Jaén 6 diputados (1 menos que en las elecciones de 1982)                   | AP-PDP-PL     | 98.395    | 26,9%  | 2       | Gabriel Camuñas Solís y Félix Manuel Pérez Miyares | =     |
| León 5 diputados (1 menos que en las elecciones de 1982)                   | PSOE          | 130.432   | 45,2%  | 3       | José Álvarez de Paz, José Luis Rodríguez Zapatero y Ángel Capdevila Blanco | =     |
| León 5 diputados (1 menos que en las elecciones de 1982)                   | AP-PDP-PL     | 98.202    | 34,24% | 2       | Mario Amilivia González y Manuel Núñez Pérez | =     |
| León 5 diputados (1 menos que en las elecciones de 1982)                   | UCD           | N/A       | N/A    | ---     | --- | -1    |
| Lérida 4 diputados                                                         | CiU           | 77.645    | 40,69% | 2       | Josep Antoni Durán i Lleida y Manuel Ferrer i Profitós | +1    |
| Lérida 4 diputados                                                         | PSC-PSOE      | 58.221    | 30,51% | 1       | Josep Pau i Pernau | -1    |
| Lérida 4 diputados                                                         | AP-PDP-PL     | 30.759    | 16,12% | 1       | José Ignacio Llorens Torres | =     |
| Lugo 5 diputados                                                           | AP-PDP-PL-CdG | 88.162    | 46,77% | 3       | Antonio Carro Martínez, César Aja Mariño y José Antonio Vázquez Calviño | =     |
| Lugo 5 diputados                                                           | PSOE          | 55.860    | 29,64% | 2       | Manuel Guillermo Varela Flores y Manuel Martínez Núñez | +1    |
| Lugo 5 diputados                                                           | UCD           | N/A       | N/A    | ---     | --- | -1    |
| Madrid 33 diputados (1 más que en las elecciones de 1982)                  | PSOE          | 1.054.730 | 40,81% | 15      | Felipe González Márquez, Javier Solana Madariaga, José Joaquín Almunia Amann, José Barrionuevo Peña, Carmen García Bloise, Enrique Barón Crespo, Julián Campo Sainz de Rozas, Alejandro Cercas Alonso, José Acosta Cubero, Miguel Ángel Fernández Ordóñez, León Máximo Rodríguez Valverde, Pedro Feliciano Sabando González, Eugenio Triana García, Carlos López Riaño y Froilán Luis Pérez González | -3    |
| Madrid 33 diputados (1 más que en las elecciones de 1982)                  | AP-PDP-PL     | 826.206   | 31,97% | 11      | Manuel Fraga Iribarne, Oscar Alzaga Villaamil, José Antonio Segurado García, Miguel Herrero y Rodríguez de Miñón, Álvaro de Lapuerta y Quintero, Jorge Verstrynge Rojas, Íñigo Cavero Lataillade, José Meliá Goicoechea, Carlos Ruiz Soto, Isabel Tocino Biscarolasaga e Íñigo Herrera Martínez-Campos                                                                                               | =     |
| Madrid 33 diputados (1 más que en las elecciones de 1982)                  | CDS           | 360.246   | 13,94% | 5       | Adolfo Suárez González, José Ramón Caso García, Carlos Revilla Rodríguez, Miguel Martínez Cuadrado y Federico Ysart Alcover | +4    |
| Madrid 33 diputados (1 más que en las elecciones de 1982)                  | IU            | 155.932   | 6,03%  | 2       | Gerardo Iglesias Argüelles y Ramón Tamames Gómez | +1    |
| Madrid 33 diputados (1 más que en las elecciones de 1982)                  | UCD           | N/A       | N/A    | ---     | --- | -1    |
| Málaga 9 diputados (1 más que en las elecciones de 1982)                   | PSOE          | 284.757   | 57,37% | 6       | Carlos Sanjuán de la Rocha, Rafael Ballesteros Durán, Luis Pagán Segura, Enrique Martínez Martínez, Hilario López Luna y María Dolores Sánchez López | =     |
| Málaga 9 diputados (1 más que en las elecciones de 1982)                   | AP-PDP-PL     | 108.640   | 21,89% | 2       | Antonio Jiménez Blanco y Celia Villalobos Talero | =     |
| Málaga 9 diputados (1 más que en las elecciones de 1982)                   | IU            | 44.595    | 8,99%  | 1       | Ignacio Gallego Bezares | +1    |
| Murcia 8 diputados                                                         | PSOE          | 261.922   | 48,85% | 5       | Javier Moscoso del Prado y Muñoz, Enrique Amat Vicedo, Antonio García-Pagán Zamora, Juan Manuel Cañizares Millán y Jorge Novella Suárez | =     |
| Murcia 8 diputados                                                         | AP-PDP        | 184.109   | 34,33% | 3       | Juan Ramón Calero Rodríguez, José Joaquín Peñarrubia Argis y Antonio Luis Cárceles Nieto | =     |
| Navarra 5 diputados                                                        | PSOE          | 97.010    | 35,52% | 2       | Carlos Solchaga Catalán y Luis de Velasco Rami | -1    |
| Navarra 5 diputados                                                        | AP-PDP-PL-UPN | 80.922    | 29,63% | 2       | Jesús Aizpún Tuero y Luis Fernando Medrano y Blasco | =     |
| Navarra 5 diputados                                                        | HB            | 37.998    | 13,91% | 1       | José Ignacio Aldecoa Azarloza | +1    |
| Orense 5 diputados                                                         | AP-PDP-PL-CdG | 63.801    | 38,53% | 2       | Sinforiano Rebolledo Macías y Jesús Busto Salgado | =     |
| Orense 5 diputados                                                         | PSOE          | 52.282    | 33,8%  | 2       | Antonio Rodríguez Rodríguez y Pilar Novoa Caracia | +1    |
| Orense 5 diputados                                                         | CG            | 24.025    | 13,8%  | 1       | Senén Bernárdez Álvarez | +1    |
| Orense 5 diputados                                                         | UCD           | N/A       | N/A    | ---     | --- | -2    |
| Palencia 3 diputados                                                       | PSOE          | 44.952    | 40,23% | 2       | Alberto Acítores Balbás y Juan Ramón Lagunilla Alonso | =     |
| Palencia 3 diputados                                                       | AP-PDP-PL     | 44.311    | 39,66% | 1       | José Enrique Martínez del Río | =     |
| Las Palmas 7 diputados (1 más que en las elecciones de 1982)               | PSOE          | 113.905   | 32,6%  | 3       | Ángel Luis Sánchez Bolaños, Manuel Medina Ortega y José María García Quer | =     |
| Las Palmas 7 diputados (1 más que en las elecciones de 1982)               | AP-PDP-PL     | 98.173    | 28,1%  | 2       | José Miguel Bravo de Laguna Bermúdez y Paulino Montesdeoca Sánchez | =     |
| Las Palmas 7 diputados (1 más que en las elecciones de 1982)               | CDS           | 73.842    | 21,14% | 2       | José Antonio Santos Miñón y Lorenzo Díaz Aguilar | +2    |
| Las Palmas 7 diputados (1 más que en las elecciones de 1982)               | UCD           | N/A       | N/A    | ---     | --- | -1    |
| Pontevedra 8 diputados                                                     | AP-PDP-PL-CdG | 162.434   | 39,9%  | 4       | Mariano Rajoy Brey, Jesús Sancho Rof, Alberto Durán Núñez y José María Pardo Montero | =     |
| Pontevedra 8 diputados                                                     | PSOE          | 143.118   | 35,16% | 3       | Abel Ramón Caballero Álvarez, Isidoro Gracia Plaza y Alejandro Jesús Bahíllo Fernández | =     |
| Pontevedra 8 diputados                                                     | CDS           | 36.292    | 8,91%  | 1       | Francisco José Moldes Fontán | +1    |
| Pontevedra 8 diputados                                                     | UCD           | N/A       | N/A    | ---     | --- | -1    |
| La Rioja 4 diputados                                                       | PSOE          | 65.151    | 43,92% | 2       | Javier Luis Sáenz Cosculluela y Ángel Martínez Sanjuán | =     |
| La Rioja 4 diputados                                                       | AP-PDP-PL     | 58.177    | 39,22% | 2       | Neftalí Isasi Gómez y Pilar Salarrullana de Verda | =     |
| Salamanca 4 diputados                                                      | PSOE          | 82.548    | 38,69% | 2       | Ciriaco de Vicente Martín y Jesús Caldera Sánchez-Capitán | -1    |
| Salamanca 4 diputados                                                      | AP-PDP-PL     | 76.478    | 35,83% | 1       | Pilar Fernández Labrador | =     |
| Salamanca 4 diputados                                                      | CDS           | 39.044    | 18,3%  | 1       | Juan Castaño Casanueva | +1    |
| Santa Cruz de Tenerife 6 diputados (1 menos que en las elecciones de 1982) | PSOE          | 127.292   | 39,84% | 3       | Luis Fajardo Spínola, Néstor Padrón Delgado y María Dolores Pelayo Duque | -1    |
| Santa Cruz de Tenerife 6 diputados (1 menos que en las elecciones de 1982) | AIC           | 58.737    | 18,38% | 1       | Manuel Antonio Hermoso Rojas | +1    |
| Santa Cruz de Tenerife 6 diputados (1 menos que en las elecciones de 1982) | AP-PDP-PL     | 57.646    | 18,04% | 1       | Baltasar de Zárate Peraza de Ayala | -1    |
| Santa Cruz de Tenerife 6 diputados (1 menos que en las elecciones de 1982) | CDS           | 39.210    | 12,27% | 1       | Pablo Francisco Hurtado Samper | +1    |
| Santa Cruz de Tenerife 6 diputados (1 menos que en las elecciones de 1982) | UCD           | N/A       | N/A    | ---     | --- | -1    |
| Segovia 3 diputados                                                        | AP-PDP-PL     | 32.785    | 36,36% | 1       | Modesto Fraile Poujade | -1    |
| Segovia 3 diputados                                                        | PSOE          | 29.204    | 32,39% | 1       | Juan Muñoz García | =     |
| Segovia 3 diputados                                                        | CDS           | 21.170    | 23,48% | 1       | José Antonio López Arranz | +1    |
| Sevilla 12 diputados                                                       | PSOE          | 473.743   | 59,2%  | 8       | Alfonso Guerra González, Luis Yáñez-Barnuevo García, Alfonso Lazo Díaz, Francisco López Real, María del Carmen Hermosín Bono, Antonio Cuevas Delgado, José Higueras Muñoz y José del Valle Torreño | =     |
| Sevilla 12 diputados                                                       | AP-PDP-PL     | 169.409   | 21,17% | 3       | Ricardo Mena-Bernal Romero, José Manuel Paredes Grosso y Francisco Rausell Ruiz | =     |
| Sevilla 12 diputados                                                       | IU            | 66.034    | 8,25%  | 1       | Nicolás Sartorius | =     |
| Soria 3 diputados                                                          | AP-PDP-PL     | 23.949    | 42,12% | 2       | Juan José Lucas Giménez y Jesús Borque Guillén | +1    |
| Soria 3 diputados                                                          | PSOE          | 20.373    | 35,83% | 1       | Manuel Núñez Encabo | =     |
| Soria 3 diputados                                                          | UCD           | N/A       | N/A    | ---     | --- | -1    |
| Tarragona 5 diputados                                                      | PSC-PSOE      | 105.261   | 37,89% | 2       | Jaime Antich i Balada e Ignasi Carnicer i Barrufet | -1    |
| Tarragona 5 diputados                                                      | CiU           | 88.278    | 20,78% | 2       | Josep Gomis i Martí y Salvador Sedó i Marsal | +1    |
| Tarragona 5 diputados                                                      | AP-PDP-PL     | 43.499    | 15,66% | 1       | Juan Manuel Fabra Vallés | =     |
| Teruel 3 diputados                                                         | PSOE          | 35.785    | 41,08% | 2       | Pedro Bofill Abeilhe y Gerardo Torres Sahuquillo | =     |
| Teruel 3 diputados                                                         | AP-PDP-PL     | 28.583    | 32,81% | 1       | Felipe Santiago Benítez Barrueco | =     |
| Toledo 5 diputados                                                         | PSOE          | 130.951   | 46,07% | 3       | Francisco Ramos Fernández-Torrecilla, Jesús Fuentes Lázaro y Ricardo Sánchez Candelas | =     |
| Toledo 5 diputados                                                         | AP-PDP-PL     | 100.685   | 35,42% | 2       | Arturo García-Tizón López y Gonzalo Robles Orozco | =     |
| Valencia 16 diputados (1 más que en las elecciones de 1982)                | PSOE          | 559.426   | 46,78% | 9       | José María Maravall Herrero, Jaume Castells Ferrer, Juan Antonio Lloret Llorens, Francisco José Sanz Fernández, Adela Pla Pastor, Francisco José Paniagua Fuentes, Salvador López Sanz, Jorge Blasco Castany y María Celeste Lidia Juan Millet | -1    |
| Valencia 16 diputados (1 más que en las elecciones de 1982)                | AP-PDP-PL     | 328.800   | 27,5%  | 5       | Ángel Sanchís Perales, Carlos Manglano de Mas, José Manuel García-Margallo y Marfil, Ana Yabar Sterling e Ignacio Gil Lázaro | =     |
| Valencia 16 diputados (1 más que en las elecciones de 1982)                | CDS           | 99.175    | 8,29%  | 1       | Joaquín Abril Martorell | +1    |
| Valencia 16 diputados (1 más que en las elecciones de 1982)                | UV            | 61.266    | 5,12%  | 1       | Miguel Ramón Izquierdo | +1    |
| Valladolid 5 diputados                                                     | PSOE          | 115.617   | 41,71% | 2       | Fernando Ledesma Bartret y Juan Luis Colino Salamanca | -1    |
| Valladolid 5 diputados                                                     | AP-PDP-PL     | 88.500    | 31,93% | 2       | Santiago López Valdivieso y Juan Carlos Guerra Zunzunegui | =     |
| Valladolid 5 diputados                                                     | CDS           | 47.042    | 16,97% | 1       | Antonio Garrosa Resina | +1    |
| Vizcaya 10 diputados                                                       | EAJ-PNV       | 179.130   | 29,31% | 3       | Jon Gangoiti Llaguno, Joseba Mirena de Zubia Achaerandio e Inaki Mirena Anasagasti Olabeaga | -1    |
| Vizcaya 10 diputados                                                       | PSE-PSOE      | 162.323   | 26,56% | 3       | Nicolás Redondo Urbieta, Ricardo García Damborenea y José Antonio Saracibar Sautúa | -1    |
| Vizcaya 10 diputados                                                       | HB            | 97.252    | 15,91% | 2       | Jon Idígoras Gerrikabeitia y Jon Domingo Ziluaga Arrate | +1    |
| Vizcaya 10 diputados                                                       | AP-PDP-PDL    | 65.212    | 10,67% | 1       | Adolfo Careaga Fontecha | =     |
| Vizcaya 10 diputados                                                       | EE            | 51.090    | 8,36%  | 1       | Kepa Aulestia Urrutia | +1    |
| Zamora 4 diputados                                                         | AP-PDP-PL     | 52.844    | 40,9%  | 2       | José María Ruiz Gallardón y Luis Ortiz González | +1    |
| Zamora 4 diputados                                                         | PSOE          | 48.436    | 37,49% | 2       | José Carlos Romero Herrera y Horacio Félix Fernández Martín | =     |
| Zamora 4 diputados                                                         | UCD           | N/A       | N/A    | ---     | --- | -1    |
| Zaragoza 8 diputados                                                       | PSOE          | 198.260   | 43,59% | 4       | Francisco José Fernández Ordóñez, José Félix Sáenz Lorenzo, Elías Ramón Cebrián Torralba y Fernando Gimeno Marín | -1    |
| Zaragoza 8 diputados                                                       | AP-PDP-PL     | 114.389   | 25,15% | 2       | José Ramón Lasuén Sancho y Luisa Fernanda Rudi Úbeda | -1    |
| Zaragoza 8 diputados                                                       | PAR           | 52.813    | 11,61% | 1       | Hipólito Gómez de las Roces | +1    |
| Zaragoza 8 diputados                                                       | CDS           | 49.425    | 10,87% | 1       | León Buil Giral | +1    |
| Ceuta 1 diputado                                                           | PSOE          | 10.937    | 45,23% | 1       | Juan José León Molina | =     |
| Melilla 1 diputado                                                         | AP-PDP-PL     | 9.082     | 45,94% | 1       | José Luis Sánchez Usero | +1    |
| Melilla 1 diputado                                                         | PSOE          | 7.048     | 35,65% | ---     | --- | -1    |

### Senado
| ← Elecciones generales de España, 22 de junio de 1986 → Senadores electos |                                               |         |
| Participación | Partido                                       | Escaños |
| - Electorado: 29.117.613 - Votantes: 20.474.119 (70,32%) - Abstención: 8.643.494 (29,68%) - Votos válidos: 19.795.126 (96,68%) - Votos nulos: 678.993 (3,32%) - Votos a candidaturas: 19.483.821 (98,43%) - Votos en blanco: 311.305 (1,57%) | Partido Socialista Obrero Español (PSOE)      | 124     |
| - Electorado: 29.117.613 - Votantes: 20.474.119 (70,32%) - Abstención: 8.643.494 (29,68%) - Votos válidos: 19.795.126 (96,68%) - Votos nulos: 678.993 (3,32%) - Votos a candidaturas: 19.483.821 (98,43%) - Votos en blanco: 311.305 (1,57%) | Coalición Popular (AP-PDP-PL)                 | 63      |
| - Electorado: 29.117.613 - Votantes: 20.474.119 (70,32%) - Abstención: 8.643.494 (29,68%) - Votos válidos: 19.795.126 (96,68%) - Votos nulos: 678.993 (3,32%) - Votos a candidaturas: 19.483.821 (98,43%) - Votos en blanco: 311.305 (1,57%) | Convergència i Unió (CiU)                     | 8       |
| - Electorado: 29.117.613 - Votantes: 20.474.119 (70,32%) - Abstención: 8.643.494 (29,68%) - Votos válidos: 19.795.126 (96,68%) - Votos nulos: 678.993 (3,32%) - Votos a candidaturas: 19.483.821 (98,43%) - Votos en blanco: 311.305 (1,57%) | Partido Nacionalista Vasco (EAJ-PNV)          | 7       |
| - Electorado: 29.117.613 - Votantes: 20.474.119 (70,32%) - Abstención: 8.643.494 (29,68%) - Votos válidos: 19.795.126 (96,68%) - Votos nulos: 678.993 (3,32%) - Votos a candidaturas: 19.483.821 (98,43%) - Votos en blanco: 311.305 (1,57%) | Centro Democrático y Social (CDS)             | 3       |
| - Electorado: 29.117.613 - Votantes: 20.474.119 (70,32%) - Abstención: 8.643.494 (29,68%) - Votos válidos: 19.795.126 (96,68%) - Votos nulos: 678.993 (3,32%) - Votos a candidaturas: 19.483.821 (98,43%) - Votos en blanco: 311.305 (1,57%) | Herri Batasuna (HB)                           | 1       |
| - Electorado: 29.117.613 - Votantes: 20.474.119 (70,32%) - Abstención: 8.643.494 (29,68%) - Votos válidos: 19.795.126 (96,68%) - Votos nulos: 678.993 (3,32%) - Votos a candidaturas: 19.483.821 (98,43%) - Votos en blanco: 311.305 (1,57%) | Agrupaciones Independientes de Canarias (AIC) | 1       |
| - Electorado: 29.117.613 - Votantes: 20.474.119 (70,32%) - Abstención: 8.643.494 (29,68%) - Votos válidos: 19.795.126 (96,68%) - Votos nulos: 678.993 (3,32%) - Votos a candidaturas: 19.483.821 (98,43%) - Votos en blanco: 311.305 (1,57%) | Asamblea Majorera (AM)                        | 1       |

## Votación de investidura
Gracias a su mayoría absoluta, Felipe González volvió a ser investido Presidente del Gobierno el jueves 24 de julio de 1986. Sólo los miembros de su partido votaron a su favor.
| Candidato       | Fecha                                                     | Voto |     |    |    |    | IU |   |   |   |   |   |   |   | Total   |
| --------------- | --------------------------------------------------------- | ---- | --- | -- | -- | -- | -- | - | - | - | - | - | - | - | ------- |
| Felipe González | 24 de julio de 1986 Mayoría requerida: Absoluta (176/350) | Sí   | 184 |    |    |    |    |   |   |   |   |   |   |   | 184/350 |
| Felipe González | 24 de julio de 1986 Mayoría requerida: Absoluta (176/350) | No   |     | 91 | 19 | 18 | 7  |   |   | 2 | 1 | 1 | 1 | 1 | 141/350 |
| Felipe González | 24 de julio de 1986 Mayoría requerida: Absoluta (176/350) | Abs. |     |    |    |    |    | 6 |   |   |   |   |   |   | 6/350   |
| Felipe González | 24 de julio de 1986 Mayoría requerida: Absoluta (176/350) | Aus. |     | 14 |    |    |    |   | 5 |   |   |   |   |   | 19/350  |

### Por regiones
- Elecciones al Congreso de los Diputados de 1986 (Madrid)

### Pie de página
1. ↑  «Constitución Española». Agencia Estatal Boletín Oficial del Estado. 27 de diciembre de 1978. Consultado el 5 de marzo de 2015.
2. ↑  Juliá, 1999, pp. 260-261.
3. ↑  Ruiz, 2002, p. 76.
4. ↑  Ruiz, 2002, p. 80.
5. ↑  Juliá, 1999, p. 267.
6. ↑  Ruiz, 2002, p. 80. "Un acontecimiento de alto significado en cuanto que concluía el secular aislamiento de España"
7. ↑  Ruiz, 2002, p. 81-82.
8. ↑  Juliá, 1999, p. 266-267.
9. ↑  Ruiz, 2002, pp. 80; 86.
10. ↑  Ruiz, 2004, pp. 82-83.
11. ↑  «El PSOE marcó el primer gol de Emilio Butragueño». El País.
12. ↑  «Las siglas del PSOE aparecieron en el telediario durante un gol de Butragueño». El País. 20 de junio de 1986.
13. ↑  Los del 'Vote PSOE' del gol de Butragueño ahora se rasgan las vestiduras por "el ataque a la democracia" del PP en RTVE, periodistadigital.com (6 de junio de 2012)
14. 1 2 3  Díaz, 2009, p. 55.
15. ↑  Martínez, 2005, p. 265.
16. ↑  Linz, 1999, p. 31.
17. 1 2 3  Martínez, 1998, p. 334.
18. ↑  Ruiz, 2004, p. 83.
19. ↑  Juliá, 1999, pp. 268-269.
20. ↑  Ruiz, 2002, p. 86.
21. ↑  Martínez, 1998, p. 336.
22. ↑  Martínez, 1998, p. 334-335.
23. 1 2  Martínez, 1998, p. 335.
24. ↑  Díaz, 2009, p. 56.
25. ↑  Escobar, 2014, p. 68.
26. ↑  Escobar, 2014, pp. 68-69.
27. 1 2  Martínez, 2005, p. 264.
28. ↑  Gunther, 2004, p. 240.
29. ↑  Votaciones de investidura, mociones de confianza, mociones de censura desde 1979 - Historia Electoral